# イトーヨーカドー明石店
イトーヨーカドー明石店（イトーヨーカドーあかしてん）は、兵庫県明石市にある総合スーパーである。山陽電気鉄道が所有し、イトーヨーカ堂が管理・運営している。建物の正式名称は「山陽西二見ショッピングセンター」。

## 概要
2004年9月17日に山陽電鉄西二見駅を中心とした区画整理事業により開業した。兵庫県内へのイトーヨーカドーの出店は3店舗目となる。周辺には明石市立二見西小学校、明石市立二見中学校、兵庫県立明石西高等学校、兵庫県立播磨南高等学校、スーパーマーケットチェーンのハローズ、アパレルショップのしまむら・アベイル、薬局のウエルシア、ドラッグストアチェーンのディスカウント ドラッグコスモスなどがある。
また、店舗内に図書館の開設が予定されている。これは明石市に対して「行政サービスを展開できないか」と打診を行い、市が「本のまちづくり」を推進していることから、協議を進めてきたものである。蔵書数はおよそ3万冊、2025年春の開設を予定している。イトーヨーカドーへの公立図書館設置は初めて。

## テナント
- 3F - 子供と趣味・飲食のフロア
  - アカチャンホンポ
  - くまざわ書店
  - コジマ（ペットショップ）
  - キャンドゥ
  - カメラのキタムラ
  - スタジオマリオ
- 2F - 婦人・紳士ファッションのフロア
  - エディオン[4]
  - ABC-MART
  - マックハウスS.S.F
- 1F - 食料品と暮らしのフロア
  - カルディコーヒーファーム
  - ケンタッキーフライドチキン
  - サーティワンアイスクリーム
  - ポッポ[5]
  - 丸亀製麺
  - ロッテリア

### 兵庫県内のイトーヨーカドー
- イトーヨーカドー加古川店
- イトーヨーカドー甲子園店

### 近隣GMS
- イオン明石店
- イズミヤ西神戸店